# Sebastes ciliatus
Sebastes ciliatus is een straalvinnige vissensoort uit de familie van schorpioenvissen (Sebastidae). De wetenschappelijke naam van de soort is voor het eerst geldig gepubliceerd in 1813 door Tilesius.